# Lapoș (gmina)
Lapoș – gmina w Rumunii, w okręgu Prahova. Obejmuje miejscowości Glod, Lapoș, Lăpoșel i Pietricica. W 2011 roku liczyła 1229 mieszkańców.